# Balás Béla (főispán)
Sipeki Balás Béla Gyula Edvárd (Lipótváros, Pest, 1863. augusztus 3. – Budapest, 1944. május 6.) jogász, Zala vármegye főispánja, a Vakokat Gyámolító Országos Egyesület elnöke.

## Élete
A római katolikus nemesi származású sipeki Balás család sarja. Apja sipeki Balás Edvárd (1825–1869), váltótörvényszéki tanács-jegyző, és címzetes tanácsos, anyja, a római katolikus pesti patrícius családból való Forinyák Hermina (1839–1864) volt. Apai nagyszülei sipeki Balás József (1780–1847), királyi kamara ülnöke, Temes, Torontál és több nemes vármegyék táblabírája, földbirtokos, és gyulai Gaál Anna (1792–1866) voltak. Anyai nagyszülei Forinyák János (1801–1864), hites ügyvéd, és Turcsányi Sarolta (1809–1866) voltak. Nagybátyja Forinyák Géza (1841–1860) joghallgató, a magyar nemzeti függetlenség mártírja volt.
Jogi tanulmányait Budapesten végezte, majd hosszabb külföldi tanulmányút után ugyanott ügyvédi irodát nyitott. Később törvényszéki jegyző lett, majd az igazságügy-minisztériumba jutott, ahol osztálytanácsosi rangig vitte a pályáján. Tizenhét évig állt a minisztérium szolgálatában. 1911. szeptember 21-én Zala vármegye főispánjává nevezte ki az uralkodó. Ezt a posztot hat éven át, 1917. július 21-ig töltötte be. 1918-ban, az I. világháború elvesztése után visszavonult a politikai élettől, és feleségével együtt kizárólag emberbaráti intézményekkel foglalkozott. Világi elnöke volt a Herminamezői római katolikus egyházközségnek, több mint 20 évig elnöke volt a Vakokat Gyámolító Országos Egyesületnek. 1929. július 19-én Zala vármegye törvényhatósági bizottsága örökös közgyűlési tagjának választotta. A házaspár végakaratában az 1905 májusától otthonukként szolgáló Hermina úti 650 négyzetméteres villa nagyobbik hányadát a vakok egyletére hagyta örökös használatra. A Lechner Ödön tervezte Sipeki-villa azóta is a Magyar Vakok és Gyengénlátók Országos Szövetsége székházaként funkcionál.

## Házassága
Felesége, felsőhegyi Dégen Eugénia (*1869.–†Keszthely, 1944. július 29.), akinek a szülei felsőhegyi Dégen Gusztáv (1834–1903), jogtanár, császári és királyi asztalnok, és Treichlinger Mária voltak. Balás Béla és Dégen Eugénia házassága gyermektelen maradt.

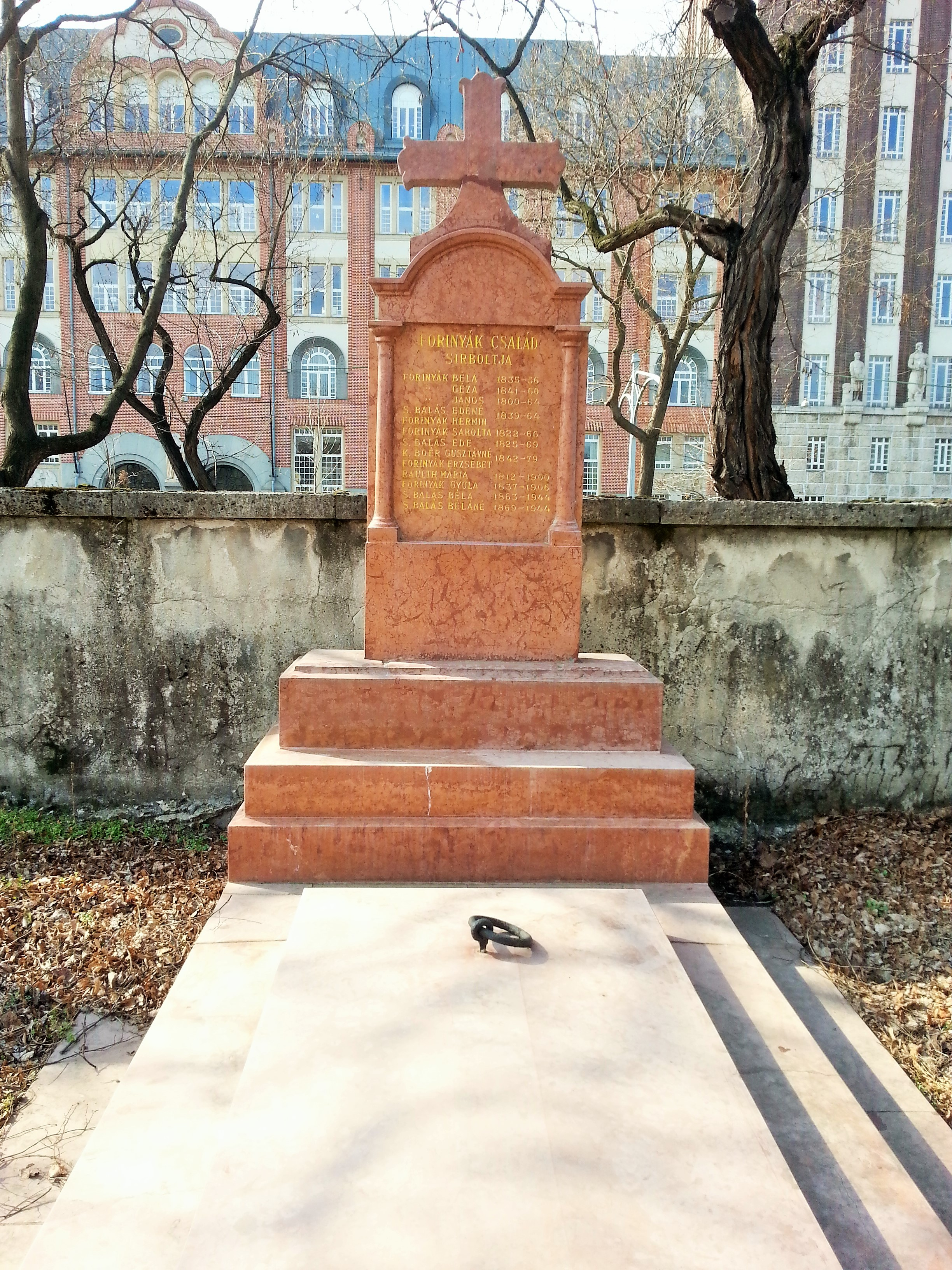
Sírja a Fiumei úti sírkertben (Bal oldali falsírboltok, B-4)